# Abaxisotima
Abaxisotima là một chi muỗm được tìm thấy ở Trung Quốc.

## Loài
Theo GBIF:
1. Abaxisotima acuminata (Wang, Yuwen & Xian-wei Liu, 1996)
2. Abaxisotima bicolor (Liu, Xian-wei, Z.Zheng & G.Xi, 1991)
3. Abaxisotima brevifissa (Wang, Yuwen & Xian-wei Liu, 1996)
4. Abaxisotima forcipiforma Wang, Gang & F.-M.Shi, 2012
5. Abaxisotima furca (Gorochov & L.Kang, 2002) - loài điển hình (danh pháp ban đầu là Shirakisotima furca Gorochov & L. Kang)
6. Abaxisotima macrocaudata Wang, Gang & F.-M.Shi, 2012
7. Abaxisotima multipunctata (L.Kang & Chikun Yang, 1989)
8. Abaxisotima spiniforma Wang, Gang & F.-M.Shi, 2009